# Thomas Schäfer
Thomas Schäfer (pronunciación en alemán: /ˈtoːmas ˈʃɛːfɐ/; 22 de febrero de 1966-28 de marzo de 2020) fue un abogado y político alemán de la Unión Democrática Cristiana de Alemania (CDU). Fue ministro de Finanzas de Hesse entre 2010 y 2020. 

## Juventud y educación
Schäfer nació en Hemer y creció en Biedenkopf. Tras completar el Abitur en 1985, se formó como empleado de banca en la caja de ahorros local, la Sparkasse Marburg-Biedenkopf. Después de ello, estudió derecho en la Universidad de Marburg, graduándose en 1997.
De 1995 a 1998, Schäfer enseñó derecho privado y público en Marburgo. A partir de 1998 trabajó como abogado para el Commerzbank en Fráncfort del Meno. En 1999, obtuvo un doctorado bajo la supervisión de Werner Frotscher.

## Carrera política
En 1980, Schäfer se afilió a la Junge Union, la rama juvenil de la CDU/CSU, donde fue miembro de la junta de 1985 a 1999. Después de las elecciones estatales de Hesse de 1999, Schäfer dirigió el gabinete del ministro de Justicia de Hesse, Christean Wagner, y desde 2002 la oficina del ministro presidente Roland Koch. Desde noviembre de 2005 hasta 2009, fue secretario de estado del ministro de Trabajo, Familia y Sanidad, Jürgen Banzer. Durante la crisis financiera de 2007-08, coordinó el rescate estatal del fabricante de automóviles Opel, con sede en Rüsselsheim am Main, en coordinación con los otros tres estados donde Opel tenía plantas de producción. En febrero de 2009, fue nombrado secretario de estado del ministro de Finanzas Karlheinz Weimar.
En agosto de 2010, Schäfer ocupó el puesto de ministro de finanzas del estado de Hesse, en el gabinete del nuevo ministro presidente, Volker Bouffier. Fue miembro del Hessischer Landtag, el parlamento estatal, a partir de 2014. En 2018, fue reelegido, esta vez directamente. Fue considerado como un probable sucesor de Bouffier.
El 27 de marzo de 2020, anunció, junto con el ministro de economía, Tarek Al-Wazir, la ayuda financiera del Estado ante la crisis del coronavirus para autónomos y pequeñas empresas. Dijo Schäfer, «La lucha contra la coronacrisis no fallará por dinero» (Am Geld wird die Bekämpfung der Corona-Krise nicht scheitern).

## Muerte
En la mañana del 28 de marzo de 2020, su cuerpo fue encontrado junto a la línea de alta velocidad Colonia-Fráncfort cerca de Hochheim am Main, y la policía especuló con que se hubiera suicidado. La muerte de Schäfer llegó «como un shock», ya que días antes había expresado que su trabajo era «un placer y un honor». Según Bouffier, Schäfer estaba preocupado por la gestión de la respuesta financiera a la pandemia de coronavirus.
Dejó esposa y dos hijos. Su sucesor como ministro de finanzas es Michael Boddenberg.